# Scherma (sport)
La scherma sportiva è una disciplina olimpica di opposizione a contesto aperto che consiste nel combattimento leale tra due contendenti armati di spada, fioretto o sciabola. Lo sport trae origine dall'arte marziale denominata scherma tradizionale.
L'etimologia italiana della stessa parola scherma porta con sé il significato della disciplina, essa infatti deriva dal longobardo "Skirmjan" che significa proteggere, coprire (stessa etimologia della parola schermare). Ciò è probabilmente collegato al concetto dell'uso della spada non come strumento nato per colpire, ma come strumento difensivo.

## Le armi

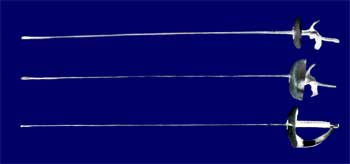
Dall'alto: fioretto, spada, sciabola

La scherma sportiva comprende tre armi:
- Fioretto
- Sciabola
- Spada

Le tre armi hanno particolarità differenti, derivanti dai diversi regolamenti e stili di combattimento: queste sono alcune delle caratteristiche principali, secondo il regolamento tecnico della FIE:
| Arma     | Lunghezza max | Lunghezza lama | Peso max |
| -------- | ------------- | -------------- | -------- |
| Fioretto | 110 cm        | 85/88/90 cm    | 500 g    |
| Spada    | 110 cm        | 78/85/90 cm    | 770 g    |
| Sciabola | 105 cm        | 85/88 cm       | 500 g    |

Le impugnature delle tre armi sono diverse. Per il fioretto e la spada ne esistono di due tipi:
1. "anatomica", o "tedesca", nelle varie tipologie dalla cosiddetta "viscontea", sino a quella sagomata "portoghese";
2. "francese", o "manico liscio", di varie tipologie di sagomatura;

Per la sciabola l'impugnatura è di un solo tipo, simile alla "francese", ma di sezione cilindrica anziché rettangolare. Al fine di garantire l'incolumità degli atleti, essi sono obbligati ad indossare una maschera protettiva —  solitamente con la visiera nera durante l'allenamento come le altre lame — durante la pratica.

### Fioretto

Bersaglio valido nel fioretto

La prima è il fioretto, un'arma "puramente accademica" in quanto non è mai stata un'arma di combattimento sul terreno. Il fioretto nacque come una "spada alleggerita" per l'allenamento, non destinata all'uso in battaglia e ai duelli ma all'esercizio nelle sale d'armi in cui ci si abituava, per efficacia, a colpire al bersaglio mortalmente. Il bersaglio valido del fioretto è infatti rappresentato dal busto, sede degli organi vitali, perché portare a segno una stoccata su tale porzione del corpo era quasi sicuramente letale; essendo un'arma "accademica" tende a privilegiare il fraseggio schermistico nella sua perfetta esecuzione ed è per questo che il colpo simultaneo viene considerato nullo.
Il fioretto è una disciplina che richiede leggerezza e riflessività, conciliando agilità e buone capacità tattiche; proprio per questo il fioretto, nella tradizione della scuola italiana, è l'arma con la quale si iniziano i percorsi nel mondo della scherma agonistica.
Il bersaglio del fioretto, coperto da un giubbetto conduttivo di tessuto laminato (chiamato comunemente, e impropriamente, "giubbetto elettrico"), comprende il busto e l'inguine, con esclusione di braccia, gambe e testa. Il colpo è valido solo se sferrato con la punta dell'arma, che ha sulla sommità un bottone sostenuto da una molla. Perché sia segnalato il colpo, è necessario che sia esercitata una forza equivalente ad un peso minimo di 500 grammi (4,90 N).
Nel fioretto, inoltre, vige la "convenzione": si tratta di una serie di regole che disciplinano l'attribuzione del punto. L'atleta che attacca per primo ha la priorità su chi subisce l'attacco. Chi subisce l'attacco deve prima parare e solo dopo può rispondere attaccando a sua volta. Come portare un attacco è perfettamente codificato dalla tecnica schermistica. Mantiene la priorità di attacco anche chi tiene l'arma "in linea" (ovvero con il braccio e l'arma distesi orizzontalmente e la punta rivolta al petto dell'avversario)
In caso di attacco simultaneo, il punto non viene attribuito. Per stabilire questo, il ruolo del giudice di gara è fondamentale, in quanto deve ricostruire l'azione in base alle convenzioni ed assegnare il punto.

### Sciabola

Bersaglio valido nella sciabola

La sciabola è l'arma di attacco per eccellenza, molto veloce e istintiva.
La sciabola storicamente discende dalle armi usate dai cavalieri e dagli ufficiali di cavalleria, che, stando a cavallo, colpivano i fanti a piedi soprattutto nella parte superiore del corpo con movimenti ampi, usando di rado la punta: caratteristiche conservate nella determinazione del bersaglio valido anche nella moderna sciabola sportiva.
Lo sciabolatore deve avere un'ottima resistenza fisica e grande mobilità nelle gambe; deve avere inoltre il pregio di riuscire a riflettere in tempi rapidissimi sulle proprie azioni e su quelle dell'avversario. Il bersaglio della sciabola è costituito da busto , braccia e testa (maschera); la sciabola è l'unica delle tre armi con la quale si può colpire non solo di punta, ma anche di taglio e di controtaglio.
Fino al 1988 la sciabola era l'unica specialità della scherma in cui non era ancora utilizzato il rilevamento elettronico della stoccata, cosa che rendeva l'attribuzione del punto a totale carico dell'arbitro; ciò provocava spesso contestazioni legate anche al fatto che la sciabola è la disciplina più veloce e con maggiore difficoltà interpretativa. Dal 1988 anche la sciabola si è avvalsa dell'elettrificazione per la segnalazione delle stoccate ed attribuzione dei punteggi; si indossa un giubbetto di laminato conduttivo sul tronco e sulle braccia, e anche la maschera protettiva per il volto è di materiale conduttivo.

### Spada

Bersaglio valido nella spada

La spada  è l'arma che più si avvicina alle armi del passato, oltre ad essere quella più rappresentativa del duello sul terreno. È un'arma molto complessa ad alti livelli perché il suo bersaglio comprende tutto il corpo. Il primo che tocca l'avversario si aggiudica il punto; se ci si colpisce contemporaneamente entro un venticinquesimo di secondo il punto viene assegnato ad entrambi e si ottiene un "colpo doppio". Il colpo con la spada, analogamente al fioretto, è valido solo con la punta dell'arma, su cui c'è un bottone che viene azionato da una pressione di almeno 750 grammi (7,36 N); a differenza del fioretto, tuttavia, nella spada non vige la convenzione. In generale, in Italia, si nota una preponderanza di fiorettisti in tenera età (categoria bambine/maschietti), una sostanziale parità di praticanti fioretto e spada alla categoria giovanissime/i, mentre a partire dalla categoria ragazze/i si nota una netta prevalenza degli spadisti. Alla spada si deve il colore bianco della divisa da scherma: infatti i duelli combattuti con la spada erano al "primo sangue": qualsiasi ferita da cui uscisse sangue, su qualsiasi parte del corpo, determinava l'interruzione del combattimento e la sconfitta del duellante ferito. Per meglio evidenziare queste ferite era richiesto di vestirsi integralmente in bianco. Nelle competizioni moderne, per rendere sicuri gli "assalti", la divisa deve presentare una resistenza alla penetrazione di 800 newton.
Per le categorie "Maschietti/Bambine" (10 anni) e "Giovanissimi" (11 anni) la lama è lunga 80 cm, per la categoria "Ragazzi/Allievi" (12-13 anni) 85 cm (fino alla stagione 2013-14) a partire dalla categoria "Cadetti" (dai 14 anni) fino agli "Assoluti" (14-99 anni) la lama è di 90 cm.

## Disciplina

### Azioni schermistiche
- Cavazione, comune a tutte e tre le armi: azione che permette allo schermidore di eludere la parata dell'avversario, facendo girare la propria punta attorno alla lama avversa con un moto a spirale.
- Capitone, nella sola disciplina della Sciabola: colpo portato con il taglio dell'arma, dall'alto verso il basso, spesso lungo una diagonale; più raramente è parallelo al terreno.
- Botta dritta, comune a tutte e tre le armi: azione che permette allo schermidore di colpire il bersaglio avversario col solo prolungamento del braccio o andando in affondo, comunque facendo seguire alla lama una linea diretta per la via più breve verso il bersaglio.
- Finta, comune a tutte e tre le armi: è la simulazione di un colpo, il quale presenta le stesse caratteristiche di un'offesa esclusa la sua conclusione. Lo scopo della finta è di simulare un'azione d'attacco, per indurre l'avversario alla parata così da colpirlo nel punto che viene scoperto.
- Affondo, comune a tutte e tre le armi: permette allo schermidore di colpire il bersaglio avversario da una distanza superiore a quella del solo allungamento del braccio armato. Con uno slancio della gamba posteriore, il busto viene proteso in avanti mentre il braccio armato si distende.
- Presa di ferro, molto praticata in tutte le tre armi: azione che permette di deviare la lama avversaria, per colpire il bersaglio acquisendo il diritto secondo la convenzione (fioretto e sciabola); nella spada, in cui non vige la convenzione, serve comunque a deviare l'arma avversaria o comunque a provocare una reazione.
- Flèche, o in italiano "frecciata": azione d'attacco che si compie sbilanciando il busto in avanti fino alla quasi totale perdita dell'equilibrio, slanciandosi verso l'avversario per toccarlo e portando poi in avanti la gamba posteriore in una corsa di smorzamento per interrompere lo sbilanciamento del corpo. Se l'avversario non viene toccato e lo schermitore che ha eseguito la frecciata è uscito lateralmente dalla pedana, alla rimessa in guardia deve per regolamento concedere un metro di avanzamento all'avversario. È un movimento proibito in tutte le categorie della sciabola.
- Il fuetto,[5] dal francese "fouet" (colpo di sferza): azione che richiede molta forza nel polso in quanto si deve far piegare la lama sino a far giungere la punta perpendicolarmente sul bersaglio desiderato (generalmente la schiena o il polso).

### Categorie
Come nella maggior parte degli sport esistono due criteri di base per la suddivisione degli atleti in categorie, ovvero per età e per ranking.

Per quanto riguarda l'età, l'attività agonistica inizia a 10-11 anni e prevede per l'anno 2024-2025 le seguenti categorie:
- Gran Premio Giovanissimi (GPG)
  - Bambine e Maschietti – dal 1º gennaio 2014 al 31 dicembre 2014
  - Giovanissime e Giovanissimi – dal 1º gennaio 2013 al 31 dicembre 2013
  - Ragazze e Ragazzi – dal 1º gennaio 2012 al 31 dicembre 2012
  - Allieve e Allievi – dal 1º gennaio 2011 al 31 dicembre 2011
- Gran Premio Giovani
  - Cadette e Cadetti – dal 1º gennaio 2008 al 31 dicembre 2010
  - Giovani – dal 1º gennaio 2005 al 31 dicembre 2007
- Gran Premio Assoluti[7]
  - Assoluti – nati fino al 31 dicembre 2004
  - Under 23 – nati dal 1º gennaio 2002 al 31 dicembre 2004
- Gran Premio Master
  - Categoria 0 - Over 24
  - Categoria 1 - Over 40
  - Categoria 2 - Over 50
  - Categoria 3 - Over 60
  - Categoria 4 - Over 70

### Fonti
- Tremamondo, Angelo (1763), L'Ecole des Armes, avec l'explication générale des principales attitudes et positions concernant l'escrime, Londra, R&J Dodsley. - Il testo fondamentale che gettò le basi per la scherma quale pratica sportiva atta allo sviluppo del fisico e della psiche, superando il modello della "mera" applicazione bellico/difensiva della scherma tradizionale.
- Masaniello Parise, Trattato teorico pratico della scherma di spada e sciabola, Roma 1884 - Riproduzione anastatica a cura delle Edizioni Orsini De Marzo - ISBN 978-88-7531-086-8
- Giuseppe Rosaroll Scorza, Pietro Grisetti, La scienza della scherma esposta dai due amici il barone Rosaroll Scorza commendatore dell'ordine reale delle Due Sicilie, maresciallo di campo ecc. e Pietro Grisetti capo di battaglione del I.mo reggimento dell'artiglieria, Napoli, 1814 - Riproduzione anastatica a cura delle Edizioni Orsini De Marzo - ISBN 978-88-7531-056-1
- a cura di Paolo Cutolo, Materie Generali per l'Esame di Maestro e Istruttore di Scherma, Ed. Accademia Nazionale di Scherma, Napoli, 2009.